# 門 (盛岡市)
門（かど）は、岩手県盛岡市の町丁及び大字。住居表示実施済み区域と未実施の区域（大字）からなる。

## 地理
岩手県盛岡市中南部に位置する。
域内を国道396号及び岩手県道36号上米内湯沢線が通過する。西部は北上川が流れ、住宅地や商業地などが混在し、東部は主に山地が広がる。

## 歴史
1889年（明治22年）4月1日の町村制施行時は南岩手郡中野村、1941年（昭和16年）4月10日に中野村が盛岡市に編入合併された後は盛岡市の大字、1993年（平成5年）12月に住居表示を実施し、門一丁目と門二丁目が成立。北上川左岸の地域で、支流の簗川の河口から南に位置する。この地に文治年中に勧請されたと伝承される諏訪神社があり、数頭の鹿が社前に寄ることがしばしばあったことから、はしめ鹿渡と称した。後に、村落を形成するようになり鹿渡村となり、紫波郡から岩手郡への入口であったことから、地名を門村に改めたという。

## 世帯数と人口
2024年（令和6年）9月30日現在の世帯数と人口は以下の通りである。
| 大字・丁目 | 世帯数  | 人口    |
| ---------- | ------- | ------- |
| 門         | 953世帯 | 1,796人 |

## 交通

### 鉄道
域内に鉄道駅は存在しない。仙北町駅及び岩手飯岡駅が最寄り駅となる。

### 道路
- 国道396号
- 岩手県道36号上米内湯沢線

## 河川
- 北上川

### 書籍
- 「角川日本地名大辞典」編纂委員会 編『角川日本地名大辞典 3 岩手県』角川書店、1985年。ISBN 4-04-001030-2。